# Kristian Turkalj
Kristian Turkalj   (valor desconegut) és un advocat croat. Fou ministre de Justícia de Croàcia i el director general del Ministeri de Justícia per a la Unió Europea. També fou un dels membres de l'equip de negociació croat sobre l'adhesió de Croàcia a la UE.